# Valões (povo)
Valões (em valão: Walons; em francês: Wallons) são um povo de origem latina e céltica que habita a região da Valônia, na atual Bélgica. Falam idiomas românicos, como o valão, o francês e o picardo.

## Etimologia
O termo Wallon é derivado de 'Walh', uma palavra germânica muito antiga usada pelos germanos para se referir às populações Celtófonas ou Românicas.
De acordo com as regiões, 'Wahl' se transformou, principalmente através de empréstimos de outras línguas, e o seu sentido foi reduzido. Este é o caso de Wallon, que foi criado no românico com outros termos relacionados mas que foram rapidamente suplantados.
- Seu mais antigo registro registrado remonta a 1465 nas Memórias de Jean, Sire de Haynin e Louvignies, onde Jean de Haynin designa as populações românicas dos Países Baixos Borgonheses.

O escopo semântico será reduzido um pouco mais sob o regime francês, então na época do Reino Unido dos Países Baixos e da independência belga para designar apenas os Belgas de língua românica.
A clivagem linguística na política belga e a aparição do movimento valão adicionaram um conteúdo conceitual e afetivo à palavra Wallon, que designa atualmente os habitantes da Valônia - terra unilíngue francófona - em oposição direta à palavra Flamand (qui designa atualmente os Flamengos - terra unilíngue de língua holandesa).

## Aspecto institucional
Como resultado da federalização de Bélgica, entidades federadas foram criadas, tanto Comunidades como Regiões. Uma delas é chamada de Região Valona e seus habitantes são chamados de Valões.
Havia 3 435 879 Valões na Região Valona. A maioria deles são Belgas de língua francesa, mas a população também inclui Belgas de língua alemã no leste do país, Belgas de língua holandesa, principalmente nas comunas das facilidades ao longo da fronteira linguística, bem como nacionais de diferentes países europeus e imigrantes de diversas origens, incluindo uma grande comunidade italiana.